# Plectromerus thomasi
Plectromerus thomasi là một loài bọ cánh cứng trong họ Cerambycidae.